# Kary
Kary est un prénom masculin de l'Égypte antique signifiant littéralement le jardinier.